# Asif Šarić
Asif Šarić (* 15. Januar 1965, Jugoslawien) ist ein bosnischer Fußballtrainer und ehemaliger Fußballspieler.

## Werdegang
Der Mittelfeldspieler Asif Šarić begann seine Karriere beim FK Sloboda Tuzla und kam im Sommer 1992 zum Oberligisten Arminia Bielefeld, für den er zwei Jahre spielte. Es folgte der Wechsel zum Schweizer Erstligisten FC Basel, für den er in 24 Erstligaspielen drei Tore erzielte. Šarić kehrte nach nur einer Saison nach Deutschland zurück und schloss sich dem Oberligisten Sportfreunde Siegen an, mit denen er 1997 in die Regionalliga aufstieg. Ein Jahr später wurde er mit der Mannschaft deutscher Vizemeister der Amateure. Im Jahre 2000 ging Šarić zum SC Paderborn 07 und schaffte ein Jahr später mit seiner Mannschaft den Aufstieg in die Regionalliga. Im Jahre 2002 wechselte er zum SV Wilhelmshaven, bevor er nach einem Jahr zu LR Ahlen ging. Nach erneut nur einem Jahr kehrte Šarić zum SV Wilhelmshaven zurück und beendete im Sommer 2005 seine aktive Karriere.
Asif Šarić schlug daraufhin eine Trainerkarriere ein und wurde beim Bonner SC Co-Trainer von Reinhold Fanz. Nach der Entlassung von Fanz zu Beginn der Saison 2006/07 wurde Šarić Cheftrainer der Bonner und schaffte mit der Mannschaft die Qualifikation für die neu geschaffene NRW-Liga. Seit Sommer 2008 war Šarić, mit einer kurzen Unterbrechung während der Drittligasaison 2016/2017, Co-Trainer beim SC Paderborn 07.
Seit der Saison 2017/18 ist Šarić Co-Trainer bei Hannover 96. In seiner ersten Saison assistierte er André Breitenreiter. Nach der Trennung von Breitenreiter im Laufe der Saison 2018/19 arbeitete er unter dessen Nachfolger Thomas Doll. Nach dem Abstieg in die 2. Bundesliga übernahm Mirko Slomka die Mannschaft, unter dem Šarić fortan arbeitete. Nach der Trennung von Slomka übernahm Šarić Anfang November 2019 die Zweitligamannschaft, die nach dem 12. Spieltag der Saison 2019/20 mit 14 Punkten auf dem 13. Platz stand, als Interimstrainer. Er betreute das Team bei der 0:4-Niederlage beim 1. FC Heidenheim und wurde anschließend Co-Trainer des neuen Cheftrainers Kenan Koçak.

## Privates
Er ist wohnhaft in Holzwickede, verheiratet und seine Söhne Semir und Admir sind ebenfalls als Fußballer aktiv.